# INS Vishal
INS Vishal, también conocido como Portaaviones Indio 2 (IAC-2), es un portaaviones indio planeado que será construido por Cochin Shipyard Limited para la Armada de la India. Está destinado a ser el segundo portaaviones que se construirá en India después del INS Vikrant (IAC-1). El diseño propuesto de la segunda clase de transportista será un diseño nuevo, con cambios significativos de Vikrant, incluido un aumento en el desplazamiento. También se está considerando un sistema CATOBAR del Sistema de lanzamiento de aeronaves electromagnéticas (EMALS). El nombre Vishal significa 'Gigante' en sánscrito.

## Diseño y desarrollo
En abril de 2011, el almirante Nirmal Kumar Verma declaró que la construcción del segundo portaaviones estaba a unos años de distancia, ya que había una serie de prioridades de gasto más altas para la marina. La etapa de diseño de IAC-2 comenzó en 2012 y fue realizada por la Oficina de Diseño Naval de la marina. La marina decidió no buscar ayuda externa para preparar el concepto de diseño y los planes de implementación, pero podría buscar ayuda de la Oficina de Diseño de Rusia más tarde para integrar los aviones rusos en el Vishal. Se propone que IAC-2 sea un transportador de superficie plana con un desplazamiento de 65 000 toneladas y podría tener un sistema CATOBAR, a diferencia del sistema STOBAR en IAC-1. El 13 de mayo de 2015, el Consejo de Adquisición de Defensa (DAC) asignó millones de rupias a 30 millones de rupias para el proceso de planificación de construcción inicial del INS Vishal.
En mayo de 2015, el Jefe del Almirante del Personal Naval, Robin K. Dhowan, inicialmente planteó la posibilidad de propulsión nuclear , diciendo que "todas las opciones están abiertas para el segundo portaaviones indio. Nada ha sido descartado". El plan inicial para el portaaviones incluía un sistema de propulsión nuclear marina  pero luego se cambió a un sistema de propulsión eléctrica integrado debido a las complejidades involucradas en el desarrollo de un reactor nuclear con una capacidad de 500 a 550 MW que posiblemente tomaría 15 a 20 años.
La Armada de la India también contactó a cuatro compañías internacionales de defensa para obtener sugerencias con el diseño del Vishal, con cartas de solicitud enviadas a British BAE Systems, DCNS francés, American Lockheed Martin y Russian Rosoboronexport el 15 de julio de 2015, según un informe en Jane's Marina Internacional. La carta pedía a las compañías que "proporcionaran propuestas técnicas y de costos" para el programa IAC-2.
Según los informes, en 2013, la Armada India intentó equipar al portaaviones con EMALS, lo que podría permitir el lanzamiento de aviones más grandes, así como vehículos aéreos de combate no tripulados. General Atomics, el desarrollador de EMALS, también dio un resumen de la tecnología a los oficiales de la Armada de la India con el permiso del Gobierno de los Estados Unidos. En abril de 2015, el subsecretario de Defensa de los Estados Unidos para la adquisición y el sostenimiento, Frank Kendall, declaró que el gobierno de Obama apoyaba la venta de EMALS a la India, entre otras tecnologías. También se formó un Grupo de Trabajo Conjunto sobre Cooperación de Portaaviones entre la India y los Estados Unidos para colaborar en el diseño y desarrollo de portaaviones, con la primera reunión entre la Armada de la India y los oficiales navales de la Armada de los Estados Unidos celebrada en agosto de 2015. En octubre de 2017, justo antes de la visita del Secretario de Estado de Estados Unidos, Rex Tillerson, a la India, la administración Trump aprobó el lanzamiento de tecnología para el EMALS para el Vishal
El 3 de diciembre de 2018, el Jefe del Estado Mayor Naval, Sunil Lanba, dijo a los medios que el trabajo en Vishal había avanzado y que se espera que la construcción del barco comience en 3 años. Inicialmente, se esperaba que el operador entrara en servicio en la década de 2020, pero la fecha prevista de finalización se pospuso más tarde para la década de 2030.
El diario británico Daily Mirror informó el 5 de mayo de 2019 que la India estaba en conversaciones con el Reino Unido para la compra de los planes detallados para la HMS Queen Elizabeth para su uso como base del diseño del INS Vishal.

## Grupo aéreo embarcado
Los planificadores navales creen que, dado que el INS Vishal entrará en servicio a principios de la década de 2030, deberían planear operar los UCAV desde ese transportista, así como un avión ASW de ala fija y cazas medianos y ligeros. Según un planificador naval, "podría expandir en gran medida nuestra envoltura de la misión con UCAV, utilizando el avión sin piloto para el reconocimiento de alto riesgo y SEAD (Supresión de las defensas aéreas enemigas). El reabastecimiento de combustible en el aire nos permitiría mantener los UCAV en la misión para 24 a 36 horas seguidas, ya que la fatiga del piloto no sería un factor".